# MAC³PARK stadion
Het MAC³PARK stadion in Zwolle is het stadion van PEC Zwolle en heeft een capaciteit van 14.000 toeschouwers. Het stadion is de opvolger van het Oosterenkstadion. Tot 2016 heette het IJsseldelta Stadion.

## Capaciteit en bezetting
De capaciteit van het MAC³PARK stadion van PEC Zwolle is gefaseerd uitgebreid van 10.500 naar 14.000 toeschouwers. De grotere capaciteit komt tegemoet aan de ambitie van PEC Zwolle om een stabiele eredivisieclub te willen worden. De stadionuitbouw is vooral gerealiseerd door meer staanplaatsen te maken en door de tribunes verder naar beneden door te trekken.
De handhaving in de Eredivisie en de goede resultaten zorgen voor gestaag toenemende inkomsten - behalve door hogere toeschouwersaantallen, door meer sponsoring, televisiegelden en transferopbrengsten. Vandaar de plannen tot verdere 'inbreiding' van het stadion tot ruim 15.000 plaatsen met alle vier tribunes dicht op het veld. Sinds de opening in 2009 zijn de toeschouwersgemiddelden meer dan verdubbeld: van 6.000 (2009/10), ongeveer 11.000 (2012/13), naar een kleine 13.000 (2016/17) en meer. Zomer 2018 presenteert de directie van PEC het groeiplan 'wat goed is, moet beter' waarin op termijn gestreefd wordt naar een stadioncapaciteit van 17.500.
De Henk Timmer-tribune is in zijn geheel beschikbaar voor sponsoren, pers en vips van de club, dit in tegenstelling tot het oude stadion, waarbij de sponsoren slechts één enkel supportersvak tot hun beschikking hadden. Dit heeft bijgedragen aan de toename van het aantal sponsoren van de club.
Evenals in het oude Oosterenkstadion wordt de Marten Eibrink-tribune aan de noordzijde van het IJsseldeltastadion bevolkt door de fanatieke aanhang van de club. Aan de overzijde in de Klaas Drost-tribune bevinden zich de gezinsvakken en het gastenvak.
Na de voltooiing in 2009 - voor toen FC Zwolle - kon het stadion 10.500 toeschouwers herbergen. Deze capaciteit was al aanzienlijk groter dan de 6.800 van het oude Oosterenkstadion. Er valt een flinke toename van het toeschouwersaantal te noteren sinds het nieuwe stadion in gebruik is genomen. Opvallend hieraan is dat de stijgende lijn aanvankelijk niet het gevolg is geweest van een kampioenschap, de eerste drie seizoenen in het nieuwe stadion zijn namelijk gespeeld in de Eerste divisie (Jupiler League).
Bij wedstrijden van FC Zwolle in de Jupiler League-periode is de maximale capaciteit van 10.500 enkele keren benut. Dit zijn de wedstrijden tegen FC Volendam (2010) en de bekerwedstrijd tegen FC Twente (2010) geweest. Het grootste aantal toeschouwers werd bereikt in de kampioenswedstrijd van het seizoen 2011/2012 tegen FC Eindhoven met 11.000 toeschouwers. Dit kwam door een eenmalige uitbreiding van de Fred Patrick-tribune, waardoor de capaciteit werd opgerekt met 900 stoelen tot 11.400. De magere bezetting van het uitvak betekende echter dat er niet meer dan 11.000 toeschouwers direct getuige waren van promotie.
Na de promotie naar de eredivisie (2012) komen er plannen om de capaciteit van het stadion gefaseerd uit te breiden. Dit past bij de ambitie van de club om stabiele middenmoter met bijbehorende aanhang te worden. De eerste fase is verwezenlijkt tijdens de zomerstop voorafgaand aan het seizoen 2012/2013. Aan de oostzijde, de Fred Patrick-tribune, is een vergelijkbare tribuneconstructie neergezet als bij de kampioenswedstrijd. Dit is de Stentor-tribune met ongeveer 1000 zitplaatsen. In de wedstrijden tegen RKC Waalwijk (2011), PSV (2012) en Ajax (2012) is de maximale capaciteit benut. Na het kampioenschap in de Jupiler League, groeien de gemiddelde toeschouwersaantallen in het eerste eredivisieseizoen 2012/2013 door naar bijna 11.000.
In de tweede helft van 2013 is wederom een vergrote stadioncapaciteit bereikt. In de zomerstop is de Marten Eibrink-tribune aan de noordzijde van het stadion van honderden extra plaatsen voorzien door een groot aantal zitplaatsen te vervangen door staanplaatsen.
In totaal biedt de Marten Eibrink-tribune ruimte aan 2000 staanplaatsen en 1000 zitplaatsen. In het najaar van 2013 is de Henk Timmer-tribune naar onderen uitgebouwd met 600 zitplaatsen/businesseats inclusief geïntegreerde dug-outs. De totale stadioncapaciteit is op dat moment 12.500 plaatsen. Deze uitbreiding heeft de club vanaf het seizoen 2013/2014 van extra inkomsten voorzien, ook door hogere tarieven bij topwedstrijden en streekderby's. De uitbouw van het stadion in 2016 naar 13.250 en in 2018 naar 14.000 plaatsen verlopen in de pas met de ambities van de Zwolse eredivisieclub. De ombouw naar meer staanplaatsen leidt tot een 'blauwwitte wand' op de Noord-tribune (Marten Eibrinktribune) en het aantal seizoenkaarthouders komt intussen ruim boven 9.000 uit.

## Stadioncomplex
Het gehele stadioncomplex bestaat uit 5000 m² aan ruimte voor PEC Zwolle. Het complex bevindt zich aan de Ceintuurbaan, 40 meter ten oosten van de plek waar het Oosterenkstadion, het vorige stadion van PEC Zwolle stond. Op het terrein achter het stadion liggen zes velden. Een van deze velden wordt gebruikt als wedstrijdveld voor de thuiswedstrijden van de jeugdelftallen van PEC Zwolle. Het wedstrijdveld heeft een kleine tribune aan de zuidzijde van het veld. In totaal telt het complex zes velden, waarvan er drie zijn aangelegd met kunstgras. Naast het eerste elftal trainen ook de beloften, het vrouwenelftal en alle elftallen uit de jeugd op het complex. Tevens worden er wedstrijden afgewerkt van Jong PEC Zwolle, de jeugd en Be Quick '28.
Daarnaast is er 32000 m² beschikbaar voor andere commerciële functies van het complex. Daarbij moet worden gedacht aan horeca, een hotel, kantoorruimte, fitness, retail en leisure. Tevens is er ruimte voor een casino, met 804 m² aan ruimte.

## Geschiedenis
Na vele jaren getouwtrek werd op 18 maart 2003 door de gemeenteraad van Zwolle besloten om te gaan voor een nieuw stadion van PEC Zwolle. Er waren 33 raadsleden voor en 4 tegen. Tevens heeft de gemeenteraad besloten maximaal 10,3 miljoen euro bij te dragen.
Op 12 mei 2005 werd definitief besloten het nieuwe stadion te gaan bouwen. Dit gebeurde na een referendum, waarin de inwoners van Zwolle stemden tegen het plan om een casino met 400 speelplaatsen in het stadion te vestigen, waarbij de plaatselijke verordening op de speelautomatenhallen moest worden verruimd. De plannen werden gewijzigd en een tweede referendum dat door enkele inwoners was aangevraagd werd door de rechter geweigerd.
Op 9 maart 2007 werd de eerste paal geslagen door de burgemeester van Zwolle Henk Jan Meijer, directeur Jan Regterschot van projectontwikkelaar IPMMC en voorzitter van FC Zwolle Ronald van Vliet.
Het nieuwe stadion werd gebouwd door Stadionbouw Zwolle V.O.F., een bouwcombinatie waarin Multiplan uit 's-Hertogenbosch de techniek en Moes Bouwbedrijf Oost B.V. uit Zwolle de uitvoering voor zijn rekening nam.
Op zaterdag 29 augustus 2009 is het stadioncomplex op feestelijke wijze geopend als nieuw centrum voor sport, ontwikkeling en entertainment. Op 7 juni 2012 werd de officiële naam van het stadion onthuld. Het stadion zal verdergaan onder de naam: 'IJsseldelta Stadion'.
Op 1 juli 2016 werd de naam van het stadion veranderd in: 'MAC³PARK stadion'. Deze naamsverandering werd in november 2015 al aangekondigd. MAC³PARK is een vastgoedonderneming uit Flevoland.

## Internationale wedstrijden

### Vrouwenvoetbal
| Datum            | Wedstrijd             | Uitslag        | Doelpuntenmaker(s) | Competitie           |
| ---------------- | --------------------- | -------------- | --- | -------------------- |
| 29 oktober 2009  | Nederland – Macedonië | 13 – 1 (6 – 0) | 9' Kiesel 1–0, 11' Smit 2–0, 30' Melis 3–0, 36' Kiesel 4–0, 38' Smit 5–0, 41' Smit 6–0, 53' Koster 7–0, 62' Spitse 8–0, 67' Kiesel 9–0, 74' Saliihi 9–1, 78' Kiesel 10–1, 83' Smit 11–1, 87' Smit 12–1, 90+2' Smit 13–1 | Kwalificatie WK 2011 |
| 13 juni 2010     | Nederland – België    | 4 – 1 (2 – 0)  | 15' Dekker 1–0, 44' Pieëte 2–0, 47' Elsen 2–1, 60' Hoogendijk 3–1, 83' Slegers 4–1 | Vriendschappelijk    |
| 19 juni 2010     | Nederland – Noorwegen | 2 – 2 (1 – 1)  | 2' Melis 1–0, 5' Herlovsen 1–1, 48' Vikestad 1–2, 80' Dekker 2–2 | Kwalificatie WK 2011 |
| 27 oktober 2011  | Nederland – Engeland  | 0 – 0          | – | Kwalificatie EK 2013 |
| 12 februari 2014 | Nederland – België    | 1 – 1 (0 – 0)  | 48' Miedema 0–1, 77' Zeler 1–1 | Kwalificatie WK 2015 |
| 2 september 2022 | Nederland – Schotland | –              | | Vriendschappelijk    |

Abe Lenstra Stadion (sc Heerenveen) ·
De Adelaarshorst (Go Ahead Eagles) ·
AFAS Stadion (AZ) ·
Erve Asito (Heracles Almelo) ·
Euroborg (FC Groningen) ·
Stadion Feijenoord (Feyenoord) ·
Fortuna Sittard Stadion (Fortuna Sittard) ·
Stadion Galgenwaard (FC Utrecht) ·
De Goffert (N.E.C.) ·
De Grolsch Veste (FC Twente) ·
Johan Cruijff ArenA (Ajax) ·
Het Kasteel (Sparta Rotterdam) ·
Koning Willem II Stadion (Willem II) ·
MAC³PARK stadion (PEC Zwolle) ·
Mandemakers Stadion (RKC Waalwijk) ·
Philips Stadion (PSV) ·
Rat Verlegh Stadion (NAC Breda) ·
Yanmar Stadion (Almere City FC)
AFAS Trainingscomplex (Jong AZ) ·
Bingoal Stadion (ADO Den Haag) · 
Frans Heesen Stadion (TOP Oss) ·
GelreDome (Vitesse) ·
De Geusselt (MVV Maastricht) ·
GS Staalwerken Stadion (Helmond Sport) ·
De Herdgang (Jong PSV) ·
Jan Louwers Stadion (FC Eindhoven) ·
Covebo Stadion - De Koel - (VVV-Venlo) · 
Kooi Stadion (SC Cambuur)  · 
Kras Stadion (FC Volendam) ·
M-Scores Stadion (FC Dordrecht) ·
De Oude Meerdijk (FC Emmen) ·
Parkstad Limburg Stadion (Roda JC Kerkrade) ·
711 Stadion (Telstar) ·
De Toekomst (Jong Ajax) ·
Van Donge & De Roo Stadion (Excelsior)
De Vijverberg (De Graafschap) ·
De Vliert (FC Den Bosch) ·
Sportcomplex Zoudenbalch (Jong FC Utrecht) ·
AFAS Trainingscomplex (AZ Vrouwen) ·
Bingoal Stadion (ADO Den Haag Vrouwen) ·
Het Diekman (FC Twente Vrouwen) ·
Fortuna Sittard Stadion (Fortuna Sittard Vrouwen) ·
De Herdgang (PSV Vrouwen) ·
711 Stadion (Telstar Vrouwen) ·
Skoatterwâld (sc Heerenveen Vrouwen) ·
Sportpark Be Quick '28 (PEC Zwolle Vrouwen) ·
De Toekomst (Ajax Vrouwen) ·
Van Donge & De Roo Stadion (Excelsior Vrouwen) ·
Varkenoord (Feyenoord Vrouwen)
Zoudenbalch (FC Utrecht Vrouwen)
Alkmaarderhout (Alkmaar '54/AZ '67/AZ) ·
Amsterdamsestraatweg (Elinkwijk) ·
De Baandert (Sittardia/FSC/Fortuna Sittard) ·
Beatrixstraat (NAC) ·
De Berckt (SC Venlo'54/VVV) ·
Berg & Bos (AGOVV/AGOVV Apeldoorn) ·
Birkhoven (SC Amersfoort/HVC) ·
De Blauwe Kei (Baronie) ·
Bornsestraat (Heracles/SC Heracles '74) ·
De Boschpoort (MVV) ·
Botenlaan (Brabantia) ·
De Braak (Helmondia '55/Helmond Sport) ·
Brasserskade (DHC) ·
Breestraat (KFC/FC Zaanstreek) ·
Buiksloterbanne (De Volewijckers) ·
Cambuurstadion (SC Cambuur/Leeuwarden) ·
Damlaan (Hermes DVS) ·
Het Diekman (SC Enschede/FC Twente) ·
Duinhorst (Den Haag/Flamingo's '54) ·
Esserberg (Be Quick) ·
Fatimastraat (Baronie) ·
FC Twente-trainingscentrum (FC Twente Vrouwen) ·
Stadion Feijenoord (SVV) ·
Floreslaan (Fortuna Vlaardingen/FC Vlaardingen '74) ·
Frankelandsedijk (SVV) ·
Galgenwaard (DOS/Velox) ·
Gemeentelijk Sportpark Hilversum (SC 't Gooi/SC Gooiland/Hilversum) ·
Gemeentelijk Sportpark Tilburg (Willem II/NOAD) ·
Haarlemstadion (HFC Haarlem) ·
Harga (Hermes DVS/SVV) ·
Heekpark (SC Enschede/Enschedese Boys) ·
Heekstraat (Rigtersbleek) ·
Heerlenersteenweg (Juliana) ·
De Heikant (Achilles '29/Achilles '29 Vrouwen) ·
Het Heuveltje (Oldenzaal) ·
Hoornseveld (ZFC) ·
Houtrust (Holland Sport/SHS) ·
Houtsdonk (Helmond) ·
Industriestraat (NOAD) ·
Irislaan (VC Vlissingen/VCV Zeeland) ·
Jonkerbergstraat (Roda Sport) ·
Kaalheide (Rapid '54/Rapid JC/Roda JC/Roda JC Vrouwen) ·
Het Kasteel (Xerxes) ·
Kikkerpolder (UVS) ·
De Koeburg (Zeist) ·
Koning Willem II Stadion (Willem II Vrouwen) ·
Koningsweg (Velox) ·
De Koel (VVV-Venlo Vrouwen) ·
De Koog (FC Zaanstreek) ·
De Kraal (VVV/FC VVV) ·
Krommedijk (D.F.C./DS '79/SVV/Dordrecht '90) ·
J.H. Kruisstraat (Heerenveen/sc Heerenveen) ·
Laan van Vollering (DHC) ·
De Langeleegte (SC Veendam) ·
Leenderweg (De Valk) ·
Liesbosweg (Utrecht) ·
't Lood (AZ Vrouwen) ·
De Luiten (RBC) ·
Oosterenkstadion (Zwolsche Boys/PEC Zwolle) ·
Oosterpark (GVAV/Oosterparkers/FC Groningen) ·
Mauritsstadion (Fortuna '54/FSC) ·
De Meer (Ajax) ·
Mosveld (De Volewijckers) ·
Nieuw-Monnikenhuize (Vitesse) ·
Noordersportpark (EDO) ·
Olympia (RKC Waalwijk) ·
Olympisch Stadion (Blauw-Wit/Amsterdam/DWS/FC Amsterdam) ·
Olympisch Stadion (bijveld) (Blauw-Wit/DWS/FC Amsterdam) ·
De Planeet (SC Drente/Zwartemeer) ·
RBC-Stadion (RBC) ·
Reeweg (Emma) ·
Rolduckerstraat (Kerkrade/Roda Sport) ·
Rozenoord (DOSKO) ·
Sittardia-terrein (Sittardia) ·
Schoonenberg (Stormvogels/VSV/AZ Vrouwen/SC Telstar VVNH) ·
Spaarndammerdijk (DWS) ·
Straatweg (EBOH) ·
Aan de spoorbrug (LONGA) ·
Sportparklaan (RCH) ·
Stadspark (Velocitas) ·
Thomassen-terrein (Rheden) ·
Veemarktterrein (FC Utrecht) ·
Veldwijk (Twentse Profs/Tubantia) ·
Venweg (Limburgia) ·
De Vliert (BVV) ·
Volkspark (Enschedese Boys) ·
De Vrolijkheid (PEC Zwolle/Zwolsche Boys) ·
Wageningse Berg (Wageningen/FC Wageningen) ·
Walvisstraat (ONA) ·
Wassenaarseweg (UVS) ·
Westzanerdijk (ZFC) ·
De Wolfsdonken (Wilhelmina) ·
Xerxesweg (Xerxes) ·
Zuidendijk (EBOH) ·
Zuiderpark (ADO Den Haag)